# خليفان (نقدة)
خليفان هي قرية في مقاطعة نقدة، إيران. يقدر عدد سكانها بـ 591 نسمة بحسب إحصاء 2016.